# ديسينفيكتانت
ديسينفيكتانت (بالإنجليزية: Disinfectant)‏ برنامج شهير لمكافحة الفيروسفات في نظام تشغيل ماكنتوش. كتب البرنامج في عام 1988 بواسطة جون نورستاد. في عام 1998 توقف المبرمج عن تطويره نظرا لعجز البرنامج عن كشف بعض التهديدات الفيروسية الخطرة.